# Rhipidomys macrurus
Rhipidomys macrurus (Gervais, 1855) è un roditore della famiglia dei Cricetidi diffuso nell'America meridionale.

## Descrizione

### Dimensioni
Roditore di medie dimensioni, con la lunghezza della testa e del corpo tra 113 e 157 mm, la lunghezza della coda tra 136 e 190 mm, la lunghezza del piede tra 23 e 30 mm, la lunghezza delle orecchie tra 17 e 24 mm e un peso fino a 112 g.

### Aspetto
Le parti dorsali sono bruno-rossastre, mentre le parti ventrali sono bianche o color crema, spesso con la base dei peli grigia. Le orecchie sono grandi e brunastre. I piedi sono relativamente lungh, larghi e robusti con una macchia dorsale scura che talvolta si estende fin sulle dita e i lati dorati. La coda è leggermente più lunga della testa e del corpo, è uniformemente bruno-rossastra scura, occasionalmente più chiara all'estremità dove è presente un ciuffo di peli. Il cariotipo è 2n=44 FN=48-52.

## Biologia

### Comportamento
È una specie arboricola.

### Alimentazione
Si nutre di semi.

## Distribuzione e habitat
Questa specie è diffusa negli stati brasiliani di Bahia, Goiás, Mato Grosso do Sul, Minas Gerais, Piauí, San Paolo, Tocantins e nel Paraguay orientale.
Vive nelle foreste a galleria e nelle macchie di boschi del Cerrado.

## Conservazione
La IUCN Red List, considerato il vasto areale e la popolazione presumibilmente numerosa, classifica R.macrurus come specie a rischio minimo (Least Concern).